# Ananas comosus bracteatus
Ananas comosus var. bracteatus (Lindl.) Coppens & F.Leal è una pianta della famiglia delle Bromeliaceae.

## Distribuzione e habitat
Questa varietà di A. comosus è diffusa in Brasile, Bolivia, Argentina, Paraguay e Ecuador.